# Ectropis schillei
Ectropis schillei là một loài bướm đêm trong họ Geometridae.